# Racada
Racada (em árabe: رقادة; romaniz.: Rakkada, Raqqada) foi a segunda capital do Emirado Aglábida de 876 ou 877 a 909. Atualmente é um sítio arqueológico situado a menos de 10 km a sudoeste de Cairuão, Tunísia. No local da antiga cidade, que teria sido destruída na segunda metade do século X, encontra-se atualmente o Museu Nacional de Arte Islâmica, inaugurado em 1986.

## História e descrição
Segundo a tradição, o emir alglábida Ibraim II (r. 875–902), que sofria de insónias persistentes, foi aconselhado pelo seu médico particular Ixaque ibne Onrane a caminhar pelo campo até encontrar um local onde lhe desse o sono. O local encontrado foi Racada, que foi fundada em 876 por Ibraim II, que a dotou de de uma mesquita e vários palácios, os mais célebres chamados Alcácer Alfate (Qasr al-Fath, Palácio da Conquista), Alcácer Assã (Qasr as Sahn, Palácio da Corte), Alcácer de Baguedade (Qasr Bagdad, Palácio de Baguedade), Alcácer Almoquetar (Qasr al Mokhtar, Palácio "Escolhido") e Alcácer Albar (Qasr al Bahr, Palácio do Mar). A cidade era bem abastecida de água e estava rodeada por uma muralha com sete portas, a mais famosa delas chamada Babal Cairuão (Bab al Kairouan, Porta de Cairuão).
Em Racada foi também fundada uma fábrica de têxteis (Dar Attaraz) e de papel para fornecer a "Casa da Sabedoria e das Ciências" (Baite Alicma, Bayt al-Ḥikma). A técnica de fabrico de papel tinha sido transmitida aos Árabes pelos Chineses no século VIII e chegou à Europa através de Palermo, que no século IX era uma possessão aglábida. Em 909, Abedalá Almadi Bilá (r. 909–934), fundador do dinastia dos Fatímidas, instala-se em Racada, depois de ter residido em Cairuão. No mesmo ano proclamou-se califa e pouco depois escolheu como sua capital a cidade costeira de Mádia, fundada por ele. Em 748 a capital fatímida voltou a transferir-se, desta vez para Mançoria, fundada nessa altura junto a Cairuão.
A 7 de julho de 969, as tropas do quarto califa fatímida Almuiz Aldim Alá (r. 953–975) entram em Fostate, a então capital do Egito. O califa funda o Cairo para lá instalar a sua nova capital. Almuiz teria mandado arrasar Racada depois disso. Depois de 1960, foi construído no local da antiga Racada um palácio presidencial, no meio de alguns vestígios ainda visíveis. Desde 1986 que esse palácio alberga o Museu Nacional de Arte Islâmica de Racada.
Durante duas campanhas de escavação levadas a cabo nos anos 1960 no sítio dos antigos palácios foram descobertos numerosos fragmentos de cerâmica com vidrado, peças de olaria e azulejos com reflexos metálicos decorados com motivos florais e vegetais (folhas de parra estilizadas), bem como taças delicadamente decoradas, nomeadamente uma  datada da segunda metade do século IX com a imagem de uma ave.